# ブルース・ウィズ・ア・フィーリング
『ブルース・ウィズ・ア・フィーリング』（Blues with a Feeling）は、イギリスのギタリスト、スティーヴ・ハケットが1994年に発表したスタジオ・アルバム。

## 解説
キャリア初のブルース・アルバムで、ギターだけでなくハーモニカも多用された。なお、ハケット自身は1993年11月のインタビューにおいて「ハーモニカは貧乏人にとってのトランペットなのさ。音数は少ないけどね。私はその響きを愛している」と語っている。「ザ・スタンブル」はフレディ・キングのカヴァーで、過去にジョン・メイオールやジェフ・ベック等も取り上げてきた。
Steve McMullenはオールミュージックにおいて5点満点中2点を付け「ハケット自身が語っているように、彼が最初に好きになった音楽はブルースであり、最初に演奏した楽器はギターでなくハーモニカである。それ故、彼は聴衆の大部分に知られていなかった自身のルーツに、この作品で立ち返ってみせた」「ブルース・スタンダードであるタイトル曲の、タジ・マハール・ヴァージョンを聴いたことがある人にとっては、ハケットの弱々しい試みに対して笑うしかないだろう。彼はこのアルバムを"Blues with No Feeling"と呼ぶべきだったのではないだろうか」と評している。
2016年にEsoteric Recordingsから発売されたリマスターCDには、新録音のボーナス・トラックが2曲追加された。

## 収録曲
特記なき楽曲はスティーヴ・ハケット作。
1. ボーン・イン・シカゴ - "Born in Chicago" (Nick Gravenites) - 3:58
2. ザ・スタンブル（英語版） - "The Stumble" (Freddie King, Sonny Thompson) - 2:55
3. ラヴ・オブ・アナザー・カインド - "Love of Another Kind" - 3:59
4. ウェイ・ダウン・サウス - "Way Down South" - 4:28
5. ア・ブルー・パート・オブ・タウン - "A Blue Part of Town" (Steve Hackett, Juilan Colbeck) - 3:04
6. フットルース - "Footloose" - 2:30
7. トゥームストーン・ローラー - "Tombstone Roller" - 5:17
8. ブルース・ウィズ・ア・フィーリング - "Blues with a Feeling" (Walter Jacobs) - 4:22
9. ビッグ・ダラス・スカイ - "Big Dallas Sky" (S. Hackett, J. Colbeck, Doug Sinclair, Hugo Degenhardt) - 4:47
10. ザ・13th・フロアー - "The 13th Floor" - 3:29
11. ソー・メニィ・ローズ - "So Many Roads" (Marshall Paul) - 3:15
12. ソリッド・グラウンド - "Solid Ground" (S. Hackett, J. Colbeck, D. Sinclair, H. Degenhardt) - 4:28

### 2016年リマスターCDボーナス・トラック
1. "On Cemetery Road" (S. Hackett, Jo Hackett) - 3:07
2. "Patch of Blue" - 4:37

## 参加ミュージシャン
- スティーヴ・ハケット - ボーカル、ギター、ハーモニカ
- ジュリアン・コルベック - キーボード
- ダグ・シンクレア - ベース・ギター
- ヒューゴ・デーゲンハルト - ドラムス

アディショナル・ミュージシャン
- デイヴ・ボール - ベース・ギター(on #3, #4)
- ジェリー・ピール - オルガン(on #3)
- マット・ダンクリー - トランペット(on #6, #7, #8)
- ジョン・リー - トランペット(on #6, #7, #8)
- ピート・ロング - テナー・サクソフォーン(on #6, #7, #8)
- ジョン・チャップマン - バリトン・サクソフォーン(on #6, #7, #8)